# Podocarpus drouynianus
Podocarpus drouynianus är en barrträdart som beskrevs av Ferdinand von Mueller. Podocarpus drouynianus ingår i släktet Podocarpus och familjen Podocarpaceae. IUCN kategoriserar arten globalt som livskraftig. Inga underarter finns listade i Catalogue of Life.